# The Big L
The Big L. è un singolo del duo svedese Roxette, pubblicato nel 1991 come terzo estratto dall'album Joyride.
Il brano, scritto da Per Gessle, è stato nella top ten in Svezia e Nuova Zelanda.

## Tracce
CD maxi
1. The Big L. (album version) – 4:29
2. One Is Such a Lonely Number (demo version - September 1987) – 3:33
3. The Big L. (the bigger, the better mix) – 6:16
4. The Big L. (U.S. mix) – 4:18

7" single
1. The Big L. (album version) – 4:29
2. One Is Such a Lonely Number (demo version - September 1987) – 3:33

3" maxi
1. The Big L. (album version) – 4:25
2. One Is Such a Lonely Number (demo version - September 1987) – 3:33
3. The Big L. (the bigger, the better mix) – 6:16
4. It Must Have Been Love – 4:18

## Classifiche
| Classifica (1992)      | Posizione più alta |
| ---------------------- | ------------------ |
| Australia              | 20                 |
| Austria                | 11                 |
| Paesi Bassi            | 14                 |
| Francia                | 24                 |
| Germania               | 13                 |
| Irlanda                | 9                  |
| Nuova Zelanda          | 34                 |
| Svezia                 | 10                 |
| Svizzera               | 13                 |
| Official Singles Chart | 21                 |